# Kadõni
Kadõni – wieś w Estonii, w prowincji Võru, w gminie Rõuge.